# Mkdir

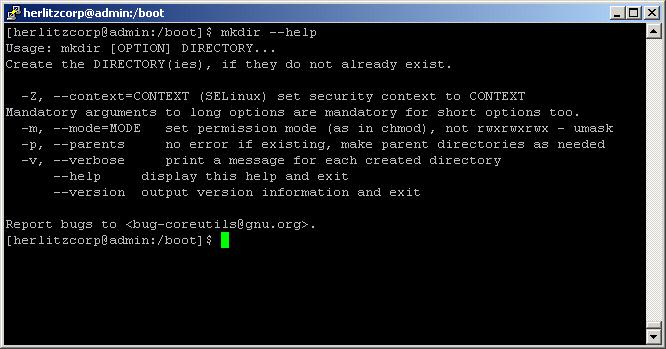
help voor mkdir in ReactOS

mkdir, van make directory, is een commando onder Unix, de varianten daarvan en voor DOS om een nieuwe directory aan te maken. mkdir kan onder DOS ook tot md worden afgekort.
Enkele argumenten zijn:
- -m [permissies]: stel de permissies, oftewel de modes, van de directory in
- -p: Maak zonder foutmeldingen ook meteen de bovenliggende parentdirectory's aan

Er is onder POSIX ook een systeemaanroep mkdir() in de bibliotheek sys/stat.h voor de programmeertaal C.